# Catedral de Santa Ana (Sainte-Anne-de-la-Pocatière)
La Catedral de Santa Ana (en francés: Cathédrale Sainte-Anne ) es una catedral católica. Sede de la diócesis de Sainte-Anne-de-la-Pocatière, se encuentra en La Pocatière, en la municipalidad regional de Kamouraska y el Bas-Saint-Laurent, en Quebec al este de Canadá. Está dedicada a Santa Ana, cuya fiesta se celebra el 26 de julio, Santa Ana es también la patrona de Quebec.
La Catedral de Santa Ana es también el octavo templo de la Parroquia de Santa Ana, construida inicialmente en 1678, y después otra veces en 1715, 1735, 1767, 1800, 1845, 1920 y 1950. La cripta del culto a Santa Ana llegó a Nueva Francia, junto con los primeros colonos franceses. En Quebec, cerca de veinte parroquias están bajo el patrocinio de Santa Ana; La Pocatière es una de las más antiguas.